# Коркем
Коркем (каз. Көркем) — село в Егиндыкольском районе Акмолинской области Казахстана. Входит в состав Алакольского сельского округа. Код КАТО — 114435200.

## География
Село расположено в 26 км на северо-восток от районного центра села Егиндыколь, в 7 км на север от центра сельского округа села Полтавское.

## Население
В 1989 году население села составляло 304 человека (из них казахов 100%).
В 1999 году население села составляло 278 человек (139 мужчин и 139 женщин). По данным переписи 2009 года, в селе проживали 204 человека (105 мужчин и 99 женщин).
| Численность населения | Численность населения | Численность населения |
| 1989                  | 1999                  | 2009                  |
| --------------------- | --------------------- | --------------------- |
| 304                   | ↘278                  | ↘204                  |